# 크리스티안 페레
크리스티안 페레(Kristyan Ferrer, 1995년 1월 1일 ~ )는 멕시코의 배우이다.
멕시코시티에서 태어났다.

## 영화
- 더 퓨쳐 (2018년)
- 600 마일 (2015년)
- 킬링 맨 (2022, There Are No Saints)
- 마누엘라 얀코빅스 워 (2014년)
- 슈가 키시스 (2013년)